# Eduard Kaempffer
Eduard Friedrich Kaempffer (né le 13 mai 1859 à Münster, mort le 22 mars 1926 à Obernigk) est un peintre et sculpteur allemand.

## Biographie
Kaempffer étudie de 1875 à 1880 auprès d'Eduard Gebhardt et Peter Janssen à l'académie des beaux-arts de Düsseldorf. De 1880 à 1881, il est étudiant à l'Académie des beaux-arts de Munich, où il étudie la technique de la peinture auprès de Ludwig von Löfftz et Anton Seitz. Puis il vit à nouveau à Düsseldorf dans la maison de la veuve du peintre Eduard Schoenfeld (de).
Il passe l'année 1885 à Rome, soutenu par le Prix de Rome de la Fondation Abraham-Wetter à Düsseldorf. En 1887, il reçoit une bourse de la Fondation Abraham-Wetter pour la conception du retable Flagellation du Christ dans l'église Martin Luther de Bad Neuenahr, qu'il crée au nom de l'association d'art pour la Rhénanie et Westphalie (de). Résidant à nouveau à Munich à partir de 1891, il est nommé à l'Académie nationale des arts et métiers de Breslau en 1895, où il enseigne jusqu'en 1924. En 1893, 1894 et 1895, il reçoit une petite médaille d'or de la Grande exposition d'art de Berlin.
Kaempffer est le professeur de Willibald Besta (de), Max Friese (de), Oskar Obier (de), Paul Plontke (de), Georg Wichmann et Carl Bantzer, avec qui il est ami. Il a été impliqué dans l'École de Willingshausen (de).
L'œuvre la plus importante de Kaempffer est son cycle de peintures dans la cage d'escalier de la mairie d'Erfurt, qu'il réalise de 1889 à 1896. Dans des scènes exemplaires, il décrit notamment Tannhäuser, Faust, Ernst III de Gleichen (de) ainsi que les années à Erfurt de Martin Luther.
En tant que sculpteur, il crée quelques petits bronzes à partir de 1899.